# Рогозна (Володарский район)
Рого́зна (укр. Рогізна) — село, входит в Володарский район Киевской области Украины.
Население по переписи 2001 года составляло 607 человек. Почтовый индекс — 09314.
Во времена Голодомора 1932—1933 в селе от голода погибли более 600 жителей. Поименный список умерших, датированный 19 апреля 1989 и составленный согласно свидетельствам очевидцев, заключили жители села Илья Погришевский (1919—1996) и Александр Карпенко (ум. 1992).

## Адрес местного совета
09314, Киевская обл., Володарский р-н, с. Рогозна, ул. Красноармейская (Червоноармійська), 8